# Cars (Gironda)
Cars é uma comuna francesa na região administrativa da Nova Aquitânia, no departamento da Gironda. Estende-se por uma área de 11,08 km². Em 2010 a comuna tinha 1 219 habitantes (densidade: 110 hab./km²).